# جاي هندرسون (لاعب كرة قدم)
جاي هندرسون (بالإنجليزية: Jay Henderson)‏ هو لاعب كرة قدم بريطاني في مركز الوسط، ولد في 7 مارس 2002 في Irvine, North Ayrshire ‏ في المملكة المتحدة. شارك مع منتخب اسكتلندا تحت 19 سنة لكرة القدم. أما مع النوادي، فقد لعب مع نادي سانت ميرين ونادي كلايد.